# خوسيه داريو أرغيو
خوسيه داريو أرغيّو (بالإسبانية: José Darío Argüello) ـ (1753 ـ 1828) هو جندي إسباني من رواد استكشاف منطقة كاليفورنيا. عُين حاكمًا على المستعمرات الإسبانية مرتين، الأولى على كاليفورنيا العليا (1814 ـ 1815)، والثانية على شبه جزيرة باخا كاليفورنيا (1815 ـ 1822). أسس مدينة لوس أنجلوس (4 سبتمبر 1781)، وكان ابنه لويس أنطونيو أرغيو أول حاكم لكاليفورنيا العليا بعد استقلال المكسيك.
توفي أرغيو في غوادالاخارا سنة 1828.